# Europawahl in Luxemburg 1999
- LSAP: 2
- Gréng: 1
- DP: 1
- CSV: 2

Die Europawahl in Luxemburg 1999 war die fünfte Direktwahl der Mitglieder des Europaparlaments. Sie fand am 13. Juni 1999 im Rahmen der EU-weit stattfindenden Europawahl 1999 statt. In Luxemburg wurden sechs der 626 Sitze im Europäischen Parlament nach dem D’Hondt-Verfahren vergeben. Gleichzeitig mit der Wahl fand die Kammerwahl statt.

## Ergebnis
Die Wahl ergab fast keine Veränderung im Vergleich zur Wahl 1994. Die Sitzverteilung war identisch zur Wahl 1994.
Die Partei des für die Grünen gewählten und später aus der Partei ausgetretenen Jup Weber, die Grün-Liberale Allianz (GAL), verpasste den Einzug ins Europaparlament klar. 
| Listen                   | Listen                                                      | Stimmen   | %    | Mandate | +/- |
| ------------------------ | ----------------------------------------------------------- | --------- | ---- | ------- | --- |
|                          | Chrëschtlech-Sozial Vollekspartei (CSV)                     | 321.021   | 31,7 | 2       | ±0  |
|                          | Lëtzebuerger Sozialistesch Aarbechterpartei (LSAP)          | 239.048   | 23,6 | 2       | ±0  |
|                          | Demokratesch Partei (DP)                                    | 207.379   | 20,5 | 1       | ±0  |
|                          | Déi Gréng                                                   | 108.514   | 10,7 | 1       | ±0  |
|                          | Aktiounskomitee fir Demokratie an Rentengerechtigkeet (ADR) | 91.118    | 9,0  | –       | ±0  |
|                          | Déi Lénk                                                    | 28.130    | 2,8  | –       | ±0  |
|                          | Gréng a Liberal Allianz (GAL)                               | 18.573    | 1,8  | –       | ±0  |
| Gesamt                   | Gesamt                                                      | 1.013.783 | 100  | 6       | –   |
|                          |                                                             |           |      |         |     |
| Gültige Stimmzettel      | Gültige Stimmzettel                                         | 184.838   | –    |         |     |
| Ungültige Stimmzettel    | Ungültige Stimmzettel                                       | 17.546    | 8,7  |         |     |
| Wähler                   | Wähler                                                      | 202.384   | 86,6 |         |     |
| Wahlberechtigte          | Wahlberechtigte                                             | 233.602   |      |         |     |
|                          |                                                             |           |      |         |     |
| Quelle: Elections.public |                                                             |           |      |         |     |

## Fraktionen im Europäischen Parlament
| Partei                         | Partei                                      | Mandate | Fraktion |
| ------------------------------ | ------------------------------------------- | ------- | -------- |
|                                | Chrëschtlech-Sozial Vollekspartei           | 2 / 6   | EVP-ED   |
|                                | Lëtzebuerger Sozialistesch Aarbechterpartei | 2 / 6   | SPE      |
|                                | Demokratesch Partei                         | 1 / 6   | ELDR     |
|                                | Déi Gréng                                   | 1 / 6   | G/EFA    |
|                                |                                             |         |          |
| Quelle: Europäisches Parlament |                                             |         |          |